# 手術陰道分娩
手術陰道分娩是指利用產鉗或真空牽引輔助的陰道分娩。
若在分娩時有胎兒窘迫或產婦窘迫等情形，就需要使用手術陰道分娩，這是替代剖宫产的作法。相較於剖宫产，目前手術陰道分娩使用情形已在下降。主要使用的兩種工具是產鉗及真空牽引器，各自會有不同的併發症風險。使用手術陰道分娩對產婦可能有的併發症有：骨盆底層受傷、會陰撕裂或產後出血。嬰兒可能會有的併發症有：頭皮瘀傷、視網膜出血、頭皮及臉部的擦傷。
手術陰道分娩是造成產後出血的危險因子之一。